# Leith
Leith (Lìte en Gaèlic escocès, que significa vida) és un antic burgh escocès, avui dia un districte municipal de la ciutat d'Edimburg (Edinburgh en grafia local). El districte se situa al nord de la ciutat, a la desembocadura del riu Leith i és el port d'Edimburg. És situat a la banda sud del Firth of Forth, l'estuari del riu Forth, sota la gestió del Consell de la ciutat d'Edinburgh.

## Història
Històricament Leith i Edinburgh foren dos burghs diferents, però el creixement d'ambdues viles les va portar a formar un contínuum urbà. Leith va ser incorporat a Edinburgh el 1920 després d'un referèndum de caràcter no oficial que va refusar la unió per una proporció de cinc a un.
Leith va tenir un paper important al llarg de la història d'Escòcia atès que és el principal port per accedir a Edinburgh. Maria de Guisa, com a regent de la seva filla la reina Maria I d'Escòcia, va regir Escòcia des de Leith on es va situar la Cort.